# Super Bowl LV
Super Bowl LV var den 55:e upplagan av Super Bowl, finalmatchen i National Football League för säsongen 2020. Matchen spelades den 7 februari 2021 mellan vinnarna från de respektive konferenserna American Football Conference, Kansas City Chiefs, och National Football Conference, Tampa Bay Buccaneers. Värd för Super Bowl LV var Raymond James Stadium i Tampa, Florida, vilket gjorde Buccaneers historiska som första lag att spela en Super Bowl på sin egen hemmaplan.
Matchen slutade med seger för Buccaneers med 31-9. Tom Brady, quarterback för Buccaneers, vann därmed sin sjunde Super Bowl efter att ha vunnit sex stycken med New England Patriots, den första 2002.